# Amélie Mauresmo
Amélie Simone Mauresmo, francoska tenisačica, * 5. julij 1979, Saint-Germain-en-Laye, Francija.
Amélie Mauresmo je nekdanja številka ena na ženski teniški lestvici in zmagovalka dveh posamičnih turnirjev za Grand Slam, še enkrat pa se je uvrstila v finale. Osvojila je Odprto prvenstvo Avstralije leta 2006 in Odprto prvenstvo Anglije prav tako leta 2006, obakrat je v finalu premagala Justine Henin. Na turnirju za Odprto prvenstvo Avstralije se je uvrstila v finale tudi leta 1999, ko jo je premagala Martina Hingis. Na turnirjih za Odprto prvenstvo ZDA se je najdlje uvrstila v polfinale v letih 2002 in 2006, na turnirjih za Odprto prvenstvo Francije pa v četrtfinale v letih 2003 in 2004. Leta 2004 je srebrno zlato medaljo na olimpijskem turnirju posameznic, ko jo je v finalu premagala Justine Henin, na olimpijskih igrah je nastopila še leta 2008. V letih 2004 in 2006 je bila skupno 39 tednov vodilna na ženski lestvici. Leta 2015 je bila sprejeta v Mednarodni teniški hram slavnih.

## Posamični finali Grand Slamov (3)

### Zmage (2)
| Leto | Turnir                      | Nasprotnica v finalu | Rezultat finala   |
| 2006 | Odprto prvenstvo Avstralije | Justine Henin        | 6–1, 2–0, predaja |
| 2006 | Odprto prvenstvo Anglije    | Justine Henin        | 2–6, 6–3, 6–4     |

### Porazi (1)
| Leto | Turnir                      | Nasprotnica v finalu | Rezultat finala |
| 1999 | Odprto prvenstvo Avstralije | Martina Hingis       | 6–2, 6–3        |